# Робинсон, Агнес Мэри Фрэнсис
Агнес Мэри Фрэнсис Робинсон (англ. Agnes Mary Frances Robinson; 27 февраля 1857, Лимингтон-Гастингс, Уорикшир, Ройал-Лемингтон-Спа, Уорикшир или Milverton, Уорикшир — 9 февраля 1944, Орийак) — английская писательница, поэтесса, переводчица

 и литературный критик; старшая сестра писательницы Фрэнсис Мэйбл Робинсон.

## Биография
Агнес Мэри Фрэнсис Робинсон родилась 27 февраля 1857 года в Лимингтон-Гастингс в районе Рагби в английском графстве Уорикшир в семье состоятельного архитектора.
Через несколько лет семья переехала, чтобы стать частью растущего в Лондоне художественного сообщества. Робинсон и её младшая сестра Фрэнсис Мейбл Робинсон учились у гувернанток в Брюсселе, пока не поступили в Университетский колледж Лондона.
Новый дом Робинсонов стал центральным местом для встреч художников и писателей движения прерафаэлитов, таких как Уильям Майкл Россетти, Уильям Моррис, Уильям Холман Хант, Эдвард Бёрн-Джонс, Джеймс Уистлер, Артур Саймонс, Форд Мэдокс Браун и Матильда Блайнд, чтобы общаться и развивать сообщество художников.
В 1876 году Робинсон встретила английского поэта и историка литературы и культуры Джона Аддингтона Симондса, который дал ей несколько литературных советов, когда она начала пробовать свои силы на литературном поприще.
В 1878 году была опубликована первая книга стихов Робинсон «Горсть жимолости», которая была встречена с большим успехом.
В 1880 году семья Робинсон отправилась в Италию, где Агнес Мэри Фрэнсис Робинсон впервые встретила Вернон Ли (Вайолет Пэджет) известную своими фантастическими рассказами и работами по теории эстетики.
В течение 1880-х годов Робинсон почти каждый год публиковала новый сборник стихов, а также издала свой единственный роман «Арден»; её работы находили признание и у читателей и у литературных критиков.

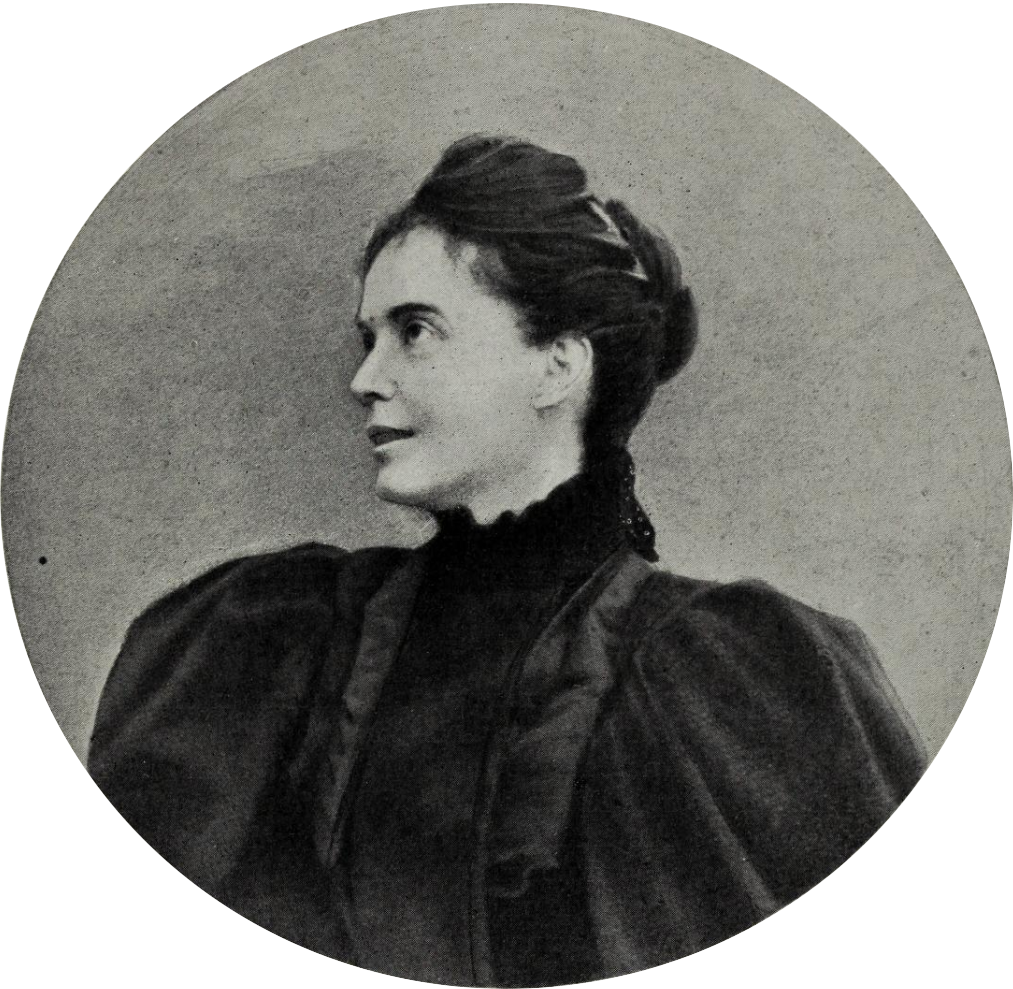
Мэри Робинсон (1925)

В 1888 году Робинсон вышла замуж за Джеймса Дармстетера, профессора-еврея Колледжа де Франс, и переехала в Париж. Муж перевел большую часть работ Робинсон на французский язык во время их брака, а Робинсон улучшила свой собственный французский и в 1892 году она опубликовала под фамилией Дармстетер свою первую оригинальную работу на французском языке — сборник исторических рассказов «Marguerites du Temps Passé». Во время пребывания супругов Дармстетеров во французской столице они стали участниками парижского литературного общества, в которое, помимо прочих, входили Ипполит Тэн, Эрнест Ренан и Гастон Парис. После шести лет счастливого брака 19 октября 1894 года Дарместетер скоропостижно скончался оставив Робинсон вдовой в 38 лет. Она осталась во Франции после смерти мужа и писала статьи для «Revue de Paris», переводила работы своего покойного мужа и занималась исследованием биографии Эрнеста Ренана.
Робинсон смешалась и с научным сообществом Франции, и в 1902 году она вышла замуж за Пьера Эмиля Дюкло, ученика биолога и химика Луи Пастера. Робинсон стала помошницей мужа в его научных исследованиях. После смерти Дюкло 3 мая 1904 году Робинсон продолжала жить во Франции (от Оверни до Парижа) вместе со своими приёмных детьми.
В течение следующих 20 лет Робинсон писала биографии выдающихся художников, обзоры литературы и сборники стихов. Когда в 1939 году разразилась Вторая мировая война, её приемные дети переместили Робинсон и её сестру в укрытие в Орийаке, где она оставалась в безопасности, мирно сочиняя французские и английские стихи. В 1943 году Робинсон перенесла операцию по удалению двойной катаракты из глаз, но умерла через 4 месяца, 9 февраля 1944 года в возрасте 87 лет и была похоронена на местном кладбище.